# Saint-Pierre-Église

Saint-Pierre-Église este o comună în departamentul Manche, Franța. În 1 ianuarie 2022 avea o populație de 1.797 de locuitori.